# Samel Šabanović
Samel Šabanović (født 23. december 1983) er en montenegrinsk fodboldspiller, der spillede i Swiss Super League og Superligaen, blandt andre.